# 恒久 (宮崎市の町丁)
恒久南（つねひさみなみ）とは、宮崎県宮崎市内の地名。赤江地域自治区に属している。郵便番号は880-0913。2023年現在、恒久1丁目-6丁目が設置されるが、住居表示実施地域ではない。

## 地理
宮崎市の中部、赤江地域自治区うち、JR日南線南宮崎駅東口にある住宅街地区である。西から東へ恒久南1丁目-6丁目が設置されている。
北方を城ケ崎 (宮崎市)、西方を東大淀1-2丁目、南方を恒久南、東方を大字田吉と接する。

## 歴史
- 1977年 - 大字恒久・大字田吉の一部をもって恒久1-6丁目が成立。

## 世帯数と人口
2023年（令和5年）7月1日現在の世帯数と人口は以下の通りである。
| 町丁      | 世帯数  | 人口   |
| --------- | ------- | ------ |
| 恒久1丁目 | 359世帯 | 642人  |
| 恒久2丁目 | 419世帯 | 817人  |
| 恒久3丁目 | 489世帯 | 880人  |
| 恒久4丁目 | 423世帯 | 839人  |
| 恒久5丁目 | 493世帯 | 1014人 |
| 恒久6丁目 | 462世帯 | 862人  |

## 小・中学校の学区
市立小・中学校に通う場合、学区は以下の通りとなる。
| 町名                             | 小学校             | 中学校               |
| -------------------------------- | ------------------ | -------------------- |
| 恒久1丁目・2丁目 恒久3丁目の一部 | 宮崎市立恒久小学校 | 宮崎市立大淀中学校   |
| 恒久3丁目の一部 恒久4-6丁目      | 宮崎市立赤江小学校 | 宮崎市立赤江東中学校 |

## 交通

### 鉄道
日豊本線が通過し、一部は南宮崎駅構内にかかる。

### バス
宮交グループの運営するバスが営業している。

### 道路
- 宮崎県道337号城ヶ崎清武線
- 宮崎県道341号宮崎港宮崎停車場線

## 施設
- 宮崎市立恒久小学校